# Olympische Sommerspiele 2020/Teilnehmer (Panama)
| Gelbes Symbol für Goldmedaillen mit stilisierten Olympischen Ringen | Graues Symbol für Silbermedaillen mit stilisierten Olympischen Ringen | Braundes Symbol für Bronzemedaillen mit stilisierten Olympischen Ringen |
| ------------------------------------------------------------------- | --------------------------------------------------------------------- | ----------------------------------------------------------------------- |
| —                                                                   | —                                                                     | —                                                                       |

Panama nahm an den Olympischen Spielen 2020 in Tokio teil. Es war die insgesamt 18. Teilnahme an Olympischen Sommerspielen. Das Comité Olímpico de Panamá nominierte insgesamt zehn Athleten in fünf verschiedenen Sportarten.

## Teilnehmer nach Sportarten

### Boxen
| Athleten      | Wettbewerb              | 1. Runde | 1. Runde | Achtelfinale | Achtelfinale | Viertelfinale | Viertelfinale | Halbfinale    | Halbfinale    | Finale        | Finale        | Rang |
| Athleten      | Wettbewerb              | Gegner   | Ergebnis | Gegner       | Ergebnis     | Gegner        | Ergebnis      | Gegner        | Ergebnis      | Gegner        | Ergebnis      | Rang |
| ------------- | ----------------------- | -------- | -------- | ------------ | ------------ | ------------- | ------------- | ------------- | ------------- | ------------- | ------------- | ---- |
| Frauen        |                         |          |          |              |              |               |               |               |               |               |               |      |
| Atheyna Bylon | Mittelgewicht bis 75 kg | —        | —        | C. Parker    | 5:0          | L. Price      | 0:5           | ausgeschieden | ausgeschieden | ausgeschieden | ausgeschieden | 5    |

### Judo
| Athleten         | Wettbewerb | 1. Runde     | 1. Runde | 2. Runde      | 2. Runde      | Viertelfinale | Viertelfinale | Halbfinale / Trostrunde | Halbfinale / Trostrunde | Finale / Platz 3 | Finale / Platz 3 | Rang |
| Athleten         | Wettbewerb | Gegner       | Ergebnis | Gegner        | Ergebnis      | Gegner        | Ergebnis      | Gegner                  | Ergebnis                | Gegner           | Ergebnis         | Rang |
| ---------------- | ---------- | ------------ | -------- | ------------- | ------------- | ------------- | ------------- | ----------------------- | ----------------------- | ---------------- | ---------------- | ---- |
| Frauen           |            |              |          |               |               |               |               |                         |                         |                  |                  |      |
| Kristine Jimenez | bis 52 kg  | N. Kusjutina | 0:10     | ausgeschieden | ausgeschieden | ausgeschieden | ausgeschieden | ausgeschieden           | ausgeschieden           | ausgeschieden    | ausgeschieden    | 17   |
| Miryam Roper     | bis 57 kg  | Kim J.-s.    | 0:10s2   | ausgeschieden | ausgeschieden | ausgeschieden | ausgeschieden | ausgeschieden           | ausgeschieden           | ausgeschieden    | ausgeschieden    | 17   |

### Leichtathletik
Laufen und Gehen 
| Athleten           | Wettbewerb   | Runde 1 | Runde 1 | Halbfinale | Halbfinale | Finale        | Finale        | Rang          |
| Athleten           | Wettbewerb   | Zeit    | Rang    | Zeit       | Rang       | Zeit          | Rang          | Rang          |
| ------------------ | ------------ | ------- | ------- | ---------- | ---------- | ------------- | ------------- | ------------- |
| Frauen             |              |         |         |            |            |               |               |               |
| Gianna Woodruff    | 400 m Hürden | 55,49 s | 2       | 54,22 s    | 2          | 55,84 s       | 7             | 7             |
| Männer             |              |         |         |            |            |               |               |               |
| Alonso Edward      | 200 m        | 20,60 s | 2       | DNF        | DNF        | ausgeschieden | ausgeschieden | ausgeschieden |
| Jorge Castelblanco | Marathon     | —       | —       | —          | —          | 2:33:22 h     | 75            | 75            |

 Springen und Werfen 
| Athleten       | Wettbewerb | Qualifikation | Qualifikation | Finale        | Finale        | Rang |
| Athleten       | Wettbewerb | Weite/Höhe    | Rang          | Weite/Höhe    | Rang          | Rang |
| -------------- | ---------- | ------------- | ------------- | ------------- | ------------- | ---- |
| Frauen         |            |               |               |               |               |      |
| Natalie Aranda | Weitsprung | 6,12 m        | 27            | ausgeschieden | ausgeschieden | 27   |

### Radsport

#### Straße
| Athleten          | Wettbewerb    | Zeit | Rang |
| ----------------- | ------------- | ---- | ---- |
| Männer            |               |      |      |
| Christofer Jurado | Straßenrennen | DNF  | —    |

### Schwimmen
| Athleten           | Wettbewerb  | Vorlauf     | Vorlauf | Halbfinale    | Halbfinale    | Finale        | Finale        | Rang |
| Athleten           | Wettbewerb  | Zeit        | Rang    | Zeit          | Rang          | Zeit          | Rang          | Rang |
| ------------------ | ----------- | ----------- | ------- | ------------- | ------------- | ------------- | ------------- | ---- |
| Frauen             |             |             |         |               |               |               |               |      |
| Emily Santos       | 100 m Brust | 1:12,10 min | 35      | ausgeschieden | ausgeschieden | ausgeschieden | ausgeschieden | 35   |
| Männer             |             |             |         |               |               |               |               |      |
| Tyler Christianson | 200 m Brust | 2:13,41 min | 29      | ausgeschieden | ausgeschieden | ausgeschieden | ausgeschieden | 29   |
| Tyler Christianson | 200 m Lagen | 2:02,70 min | 40      | ausgeschieden | ausgeschieden | ausgeschieden | ausgeschieden | 40   |